# Louis Auguste Blanqui
Louis-Auguste Blanqui, (Puget-Théniers, 7 de fevereiro de 1805 – Paris, 1 de janeiro de 1881) foi um teórico e revolucionário republicano socialista francês, conhecido por sua teoria revolucionária chamada de blanquismo.
Blanqui bateu-se pela igualdade dos direitos dos homens e das mulheres e pela supressão do trabalho infantil. É associado erroneamente aos socialistas utópicos. Defendia a tomada do poder pela luta armada, e a implementação do socialismo e do comunismo por um grupo relativamente pequeno de conspiradores altamente organizados e dentro do secretismo (eis a síntese do blanquismo). Pela sua luta, passou 37 anos da sua vida na prisão, sendo por isso conhecido pelo cognome de "O Encarcerado" ("L'Enfermé", em língua francesa).

## Primeiros anos
Era filho de Jean Dominique Blanqui, um girondino eleito para a Convenção, que participou na votação para a morte de Luís XVI e foi encarcerado durante o Terror, antes de se tornar sub-prefeito sob o Primeiro Império.
Auguste Blanqui é educado em Paris na instituição Massin onde ensinava o seu irmão mais velho Adolphe (futuro economista liberal). Jovem estudante ao tempo da Restauration (estudou medicina e direito), adere em 1824 à Charbonnerie, organização subversiva que conspirava a queda da monarquia dos Bourbons.

## A Revolução de Julho e a Segunda Restauração
Sem quebrar com o seu meio, Blanqui inicia-se assim no mundo subterrâneo de sociedades secretas e de conspirações. É ferido em 1827 em manifestações de estudantes no quartel Latino. Em 1829 entra no jornal o Globo como estenógrafo, mas a sua vida daí por diante é compartilhada entre as conspirações e os aprisionamentos. Combate o regime de Carlos X, em Julho de 1830, de armas na mão; estudante de direito, participa do "Comitê das Escolas" que, em Janeiro de 1831, manifesta contra o regime de Julho. Preso uma primeira vez, é condenado em 1832, no momento do "processo dos quinze", como membro da Sociedade dos "Amigos do Povo", onde se liga a outros opositores ao regime, como Philippe Buonarroti, François-Vincent Raspail e Armand Barbès.
É preso de novo em 1836, líder da "Sociedade das Famílias", fundada por Barbès, e condenado a dois anos de prisão por fabricação de explosivos. Perdoado pela anistia de 1837, milita na "Sociedade das Estações" e prepara a insurreição do 12 de Maio de 1839 em Paris; esta fracassa, Blanqui foge mas, detido em Outubro, é condenado à morte em Janeiro de 1840. A sua penalidade é comutada em reclusão à vida. É internado no Mont-Saint-Michel, depois na prisão-hospital de Tours, e perdoado em 1847.

## II República e Segundo Império
Chegado a Paris em 25 de Fevereiro de 1848, Blanqui funda a "Sociedade Republicana Central", reclama o adiamento das eleições organizando as manifestações do 17 de Março e do 16 de Abril. Em 15 de Maio tenta tomar o poder, mas é detido e condenado a dez anos de prisão em Belle-Île-en-Mer. Milita de novo contra o Segundo Império, agrupando estudantes e trabalhadores; encarcerado, escapa e refugia-se na Bélgica em 1865.

## III República
Após a queda de Napoleão III, reaparece em Paris em 1870 e cria um jornal, "A pátria em perigo", para apoiar a resistência de Léon Gambetta. Participa, contra o Governo da Defesa Nacional, dos motins do 31 de Outubro de 1870, durante os quais ocupam a prefeitura de Paris ("Hotel de Ville") durante algumas horas. Adolphe Thiers, chefe do governo "republicano", mas leal aos monárquicos, manda prendê-lo na véspera da Comuna, na qual os blanquistas desempenharão um papel importante. Condenado à deportação, é internado em Clairvaux em razão de sua idade.
Eleito deputado por Bordéus em Abril de 1879, vê a sua eleição invalidada, mas é indultado e liberado em junho. Em 1880, lança novo jornal, "Nem Deus, nem soberano" ("Ni Dieu ni maître"), que dirige até à sua morte. A sua principal publicação, Crítica social, de 1885, é póstuma.

## Homenagens póstumas
As salas da Clínica Blanqui, em Lorient, foram compradas pelo Centro Hospitalar Charcot, em 1992. Uma parte destas salas foi transformada em centros de consulta e hospitais de dia. Este anexo do centro hospitalar, que abriu suas portas em Outubro de 2001, tem conservado o nome da clínica anteriormente sob a denominação "Centro Blanqui". É provavelmente um dos poucos personagens que deixaram o seu nome a uma estrutura sanitária, sem ter sido médico. [carece de fontes?]